# Яблоново (Мазовецьке воєводство)
Яблоново (пол. Jabłonowo) — село в Польщі, у гміні Лешноволя Пясечинського повіту Мазовецького воєводства.
Населення — 354 особи (2011).
У 1975-1998 роках село належало до Варшавського воєводства.

## Демографія
Демографічна структура станом на 31 березня 2011 року:
|          | Загалом | Допрацездатний вік | Працездатний вік | Постпрацездатний вік |
| -------- | ------- | ------------------ | ---------------- | -------------------- |
| Чоловіки | 181     | 37                 | 128              | 16                   |
| Жінки    | 173     | 37                 | 113              | 23                   |
| Разом    | 354     | 74                 | 241              | 39                   |